# Leone Gerlin
Leone Gerlin (Pieve di Soligo, 8 giugno 1920 – Treviso, 9 ottobre 1971) è stato un calciatore italiano, di ruolo mediano.

## Carriera
Inizia a giocare nella Pievigina di Pieve di Soligo.
Passa al Treviso nel 1939 per poi trasferirsi in prestito militare nell'Unione Sportiva Tenente Mario Passamonte nel 1941-1942. Tornato al Treviso, vi rimane fino alla stagione 1947-1948 (collezionando 57 presenze e 3 reti in Serie B nelle ultime due stagioni), dopodiché viene ceduto al Napoli.
Nel 1949, dopo una stagione in Campania, va a giocare nel Cagliari, dove realizza 3 reti in 30 presenze e conquista una promozione in Serie B. Rimane nella squadra sarda fino al 1952.

## Palmarès

### Club

#### Competizioni nazionali
- Serie C: 1

Cagliari: 1951-1952